# 비디오 게임 장르

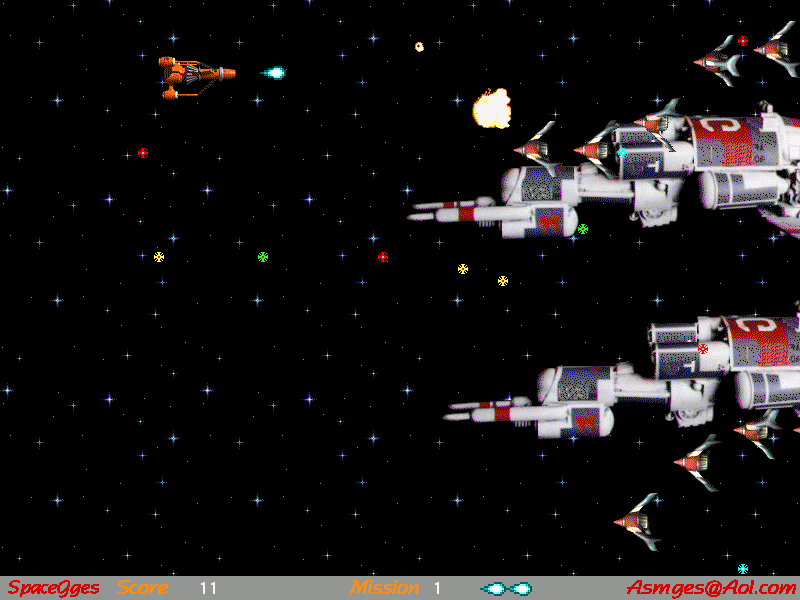
횡스크롤 진행형 슈팅 게임 장르의 비디오 게임, SF 설정은 장르의 일부가 아니다

비디오 게임 장르(video game genre)는 비디오 게임의 시각적 또는 서사적 요소보다는 플레이 방식에 기반한 비공식적인 분류이다. 이는 영화나 책과 같은 다른 매체를 통해 표현되는 허구적 작품과는 달리 설정과 무관하다. 예를 들어, 슈팅 게임은 배경이나 시기에 상관없이 여전히 슈팅 게임이다. 특정 게임의 장르는 주관적인 해석에 열려 있다. 개별 게임은 동시에 여러 장르에 속할 수 있다.

## 역사
비디오 게임을 분류하려는 초기 시도는 주로 카탈로그와 서적을 정리하기 위한 것이었다. 1981년 아타리 비디오 컴퓨터 시스템 카탈로그는 스킬 갤러리, 우주 정거장, 클래식 코너, 어드벤처 영토, 경주 트랙, 스포츠 경기장, 전투 구역, 학습 센터의 8가지 제목을 사용한다. (이 경우 "클래식"은 체스와 체커를 의미한다.) 톰 허쉬펠드의 1981년 저서 《비디오 게임 마스터하기》에서는 목차에서 게임을 스페이스 인베이더 유형, 아스테로이즈 유형, 미로, 반사신경, 기타로 크게 분류한다. 이 중 처음 두 가지는 여전히 사용되는 고정 슈팅 게임과 다방향 슈팅 게임 장르에 해당한다.
가정용 컴퓨터의 경우, 두 출판물은 1980년대 초반 베스트셀러 소프트웨어를 기반으로 소수의 카테고리를 설정했다. 1980년부터 1984년까지 상위 30위 목록을 운영하며 전략, 어드벤처, 판타지, 아케이드 장르를 다룬 《소프토크》와 사용자 제출 순위를 수집한 《컴퓨터 게이밍 월드》가 그것이다. 《컴퓨터 게이밍 월드》는 1981년 처음에는 아케이드, 워게임, 어드벤처의 세 가지 카테고리를 사용했지만, 1989년에는 장르 목록을 전략, 시뮬레이션, 어드벤처, 롤플레잉 어드벤처, 워게임, 액션/아케이드로 확장했다.
크리스 크로퍼드는 1984년 저서 《컴퓨터 게임 디자인의 예술》에서 비디오 게임을 분류하려 시도했다. 크로퍼드는 플레이어의 경험과 게임플레이에 필요한 활동에 중점을 두었다. 그는 "컴퓨터 게임 디자인의 상태는 빠르게 변하고 있다. 따라서 [이 책에] 제시된 분류법은 곧 구식이 되거나 부적절해질 것으로 예상된다"고 썼다.
닌텐도는 1985년 패밀리컴퓨터 시스템을 북미 시장에 닌텐도 엔터테인먼트 시스템으로 출시하면서, 1983년 비디오 게임 위기로 이어진 퍼블리싱 통제 상실 문제와 시스템에 대한 무단 게임을 방지하고자 했다. 이를 해결하기 위해 닌텐도는 NES의 모든 게임에 대한 승인을 요구했다. 이를 지원하기 위해 닌텐도는 게임을 어드벤처, 액션, 스포츠, 라이트 건, 프로그래머블, 아케이드, 로봇, 교육의 8가지 주요 시리즈로 분류했다. 시리즈 설명은 초기 "블랙 박스" 커버와 이후 NES 플레이어 가이드에 나타났다. 게임보이와 슈퍼 패미컴 시기에는 닌텐도가 아케이드, 라이트 건, 로봇, 프로그래머블, 교육 시리즈를 폐기했지만, RPG & 시뮬레이션과 퍼즐을 추가했다.
NES를 따르는 콘솔 제조사들은 시스템용 게임 개발에 라이선스를 요구하는 유사한 행동을 보였다. 이러한 라이선스를 확보하기 위해 콘솔 개발자들은 해당 콘솔용으로 이전에 출시된 게임의 게임플레이를 유지하는 경향이 있었고, 이는 동일한 장르 내에서 게임 그룹이 성장하는 원인이 되었다. 이후 소매업체들은 게임을 장르별로 묶어 전시했고, 시장 조사 업체들은 플레이어들이 지역에 따라 특정 유형을 선호한다는 것을 발견했으며, 개발자들은 이를 통해 미래 전략을 계획할 수 있었다.
1990년대에 산업이 확장되고 비디오 게임 예산이 증가하기 시작하면서, 일렉트로닉 아츠와 같은 대형 배급사들이 콘솔 및 개인용 컴퓨터 게임의 마케팅 및 출판을 담당하기 위해 형성되기 시작했다. 고가치, 저위험 비디오 게임 장르를 목표로 하는 것이 일부 배급사에게는 중요했으며, 소규모 독립 개발사들은 일반적으로 더 실험적인 게임플레이를 포기하고 대형 배급사들이 사용하는 동일한 장르에 안주함으로써 경쟁해야 했다.
하드웨어 기능이 향상됨에 따라 새로운 장르가 가능해졌는데, 예를 들어 메모리 증가, 2D에서 3D로의 전환, 새로운 주변기기, 온라인 기능, 위치 기반 메커니즘 등이 있다. 2000년대 후반과 2010년대에는 인디 게임 개발의 실험적인 게임플레이가 독립적인 디지털 유통에 힘입어 더욱 주목받았다. 이는 대형 배급사들이 AAA 타이틀에 집중하면서 극도로 위험 회피적인 성향을 보였기 때문이다. 인디 게임을 통해 실험적인 게임플레이의 부흥이 나타났고, 이후 여러 새로운 장르가 등장했다.

## 정의

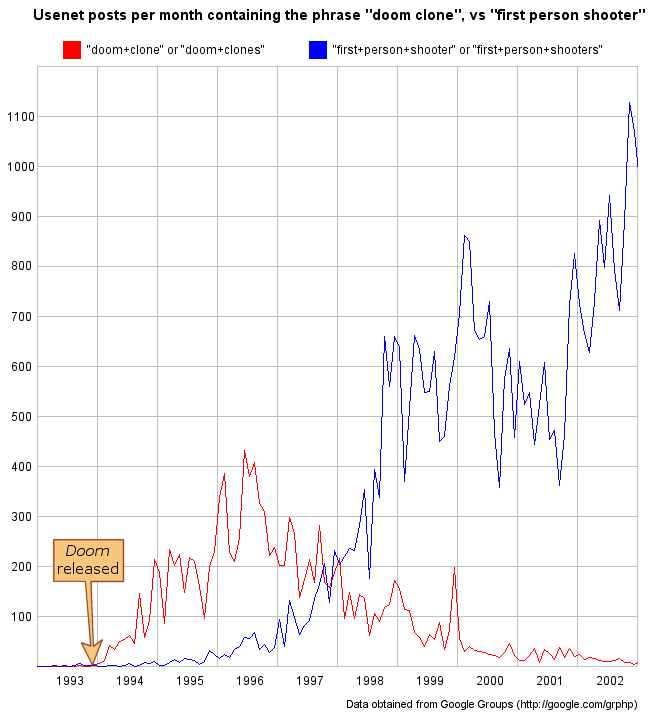
"둠 클론"(빨강) 대 "1인칭 슈팅"(파랑)의 시간에 따른 사용

플레이어의 "직접적이고 적극적인 참여"로 인해 비디오 게임 장르는 문학 및 영화 장르와 다르다. 스페이스 인베이더가 SF 비디오 게임이라고 말할 수도 있지만, 저자 마크 J. P. 울프는 그러한 분류가 "게임에 대한 플레이어 경험에서 발견되는 근본적인 차이점과 유사점을 무시한다"고 썼다. 크게 다를 수 있는 게임의 시각적 미학과 달리, 모든 게임에 공통적인 것은 상호작용 특성이라고 주장된다.
영화 장르와 마찬가지로 비디오 게임 장르의 이름은 일반적으로 관객과 제작자 사이의 공통된 이해를 통해 생겨났다. 장르의 설명적인 이름은 게임의 목표, 주인공, 심지어 플레이어에게 제공되는 관점까지 고려한다. 예를 들어, 1인칭 슈팅 게임은 1인칭 시점으로 플레이되며 사격 행위를 포함하는 게임이다. "슈팅 게임"이 장르 이름인 반면, "1인칭 슈팅 게임"과 "3인칭 슈팅 게임"은 슈팅 장르의 일반적인 하위 장르이다. 이러한 접두사의 다른 예로는 실시간, 턴제, 탑다운, 횡스크롤이 있다.
장르 이름은 시간이 지남에 따라 진화할 수 있다. 플랫폼 게임 장르는 스티브 블룸의 1982년 저서 '비디오 인베이더스'를 기반으로 "클라이밍 게임"으로 시작했다. 이는 사다리와 점프를 포함한 동키콩과 같은 게임에서 영감을 받았기 때문이다. 1983년 일렉트로닉 게임즈와 TV 게이머를 포함한 미국 및 영국 언론에서도 같은 용어를 사용했다. 1인칭 슈팅 게임은 1993년 둠 이후 몇 년 동안 "둠 클론"으로 알려졌지만, "1인칭 슈팅 게임"이라는 용어는 2000년경부터 더 흔해졌다.
비디오 게임 역사 전반에 걸쳐 새로운 장르가 끊임없이 등장하는데, 종종 다른 게임에서 빌려온 아이디어가 새로운 게임으로 상호 교차되어 탄생한다. 예를 들어, 시대를 초월한 텍스트 기반 어드벤처 게임인 콜로설 케이브 어드벤처는 액션 게임에서처럼 타이핑된 명령 대신 조이스틱 조작을 통합하여 아타리 VCS 게임 어드벤처에 직접적인 영감을 주었다. 어드벤처는 젤다의 전설에 의해 대중화될 액션 어드벤처 게임 장르의 원형이 되었다.
게임의 목표 대상, 기본 테마 또는 목적이 때때로 장르 식별자로 사용되기도 하는데, 각각 "기독교 게임" 및 "시리어스 게임"이 그 예이다. 그러나 이러한 용어는 비디오 게임의 게임플레이에 대해 아무것도 나타내지 않으므로 장르로 간주되지 않는다.

## 분류
비디오 게임 장르는 그 특이성 면에서 다양하며, 인기 있는 비디오 게임 리뷰에서는 "액션"부터 "야구"에 이르는 다양한 장르 이름을 사용한다. 이 관행에서는 기본적인 테마와 더 근본적인 특성이 함께 사용된다.
게임은 여러 장르의 측면을 결합하여 기존 장르로 분류하기 어려운 경우가 있다. 예를 들어, 그랜드 테프트 오토 III는 슈팅, 운전, 롤플레잉을 특이한 방식으로 결합하여 기존 용어로 분류하기 어려웠다. 그랜드 테프트 오토 클론이라는 용어는 그랜드 테프트 오토 III와 기계적으로 유사한 게임을 설명하는 데 사용되었다. 유사하게, 로그라이크라는 용어는 로그와 유사성을 공유하는 게임에 대해 개발되었다.
스토리텔링과 캐릭터 성장에 중점을 둔 롤플레잉 장르의 요소는 다양한 비디오 게임 장르에 구현되었다. 이는 액션, 전략 또는 퍼즐 비디오 게임에 스토리와 캐릭터 강화 요소를 추가하는 것이 핵심 게임플레이를 손상시키지 않으면서 생존 이외의 인센티브를 경험에 추가하기 때문이다.
게임플레이 요소 외에도 일부 게임은 다른 기준에 따라 분류될 수 있으며, 이러한 분류는 일반적으로 장르로 사용되지 않는다.
- 플랫폼별: 일반적으로 게임이 플레이되는 컴퓨터 하드웨어의 특성을 의미하며 특정 브랜드를 의미하지는 않는다. 여기에는 스마트폰, 태블릿 컴퓨터 또는 기타 유사한 휴대용 장치용 모바일 게임과 같은 게임 장르, 그리고 웹 브라우저에서 플레이할 수 있는 웹 게임이 포함된다. 게임이 플레이되는 하드웨어 유형을 식별하는 것은 사용 가능한 게임플레이 유형에 대한 특정 제한을 의미한다. 모바일 게임은 일반적으로 플레이어 입력 제한으로 인해 홈 콘솔이나 컴퓨터에서 플레이할 수 있는 게임에 비해 액션이 부족한 경향이 있다.
- 모드별: 게임이 싱글 플레이어, 멀티플레이어인지, 또는 대규모 다중 사용자 온라인 (MMO) 게임, 협동 게임, 플레이어 대 환경 (PvE) 또는 플레이어 대 플레이어 (PvP) 게임 등 그 변형을 의미한다.
- 내러티브별: 비디오 게임을 SF 또는 판타지와 같은 내러티브 스타일로 분류하는 것은 일반적으로 이 분야에서 사용되지 않으며, 공포 게임은 공포물 요소를 다루는 모든 게임을 광범위하게 포괄하는 주요 예외이다.

## 인기
일부 분석가에 따르면, 전 세계 베스트셀러 패키지 게임에서 각 광범위한 장르의 비율은 다음과 같다.
| 장르       | 소프트토크 1980-1984 | VGC Top 100 | VGC Top 100 | VGC Top 100 | VGC Top 100 | VGC Top 100 | VGC Top 100 | VGC Top 100 | VGC Top 100 | ESA  | Sta  |
| 장르       | 소프트토크 1980-1984 | 1995        | 2000        | 2005        | 2010        | 2015        | 2016        | 2017        | 2018        | ESA  | Sta  |
| ---------- | -------------------- | ----------- | ----------- | ----------- | ----------- | ----------- | ----------- | ----------- | ----------- | ---- | ---- |
| 액션       | 61                   | 3           | 4           | 12          | 15          | 27          | 25          | 22          | 29          | 22.5 | 26.9 |
| 어드벤처   | 11                   | 2           | 4           | 7           | 6           | 2           | 1           | 0           | 1           | 7.8  | 7.9  |
| 격투       |                      | 15          | 10          | 5           | 2           | 5           | 3           | 5           | 5           | 5.8  | 7.8  |
| 플랫폼     |                      | 10          | 7           | 10          | 9           | 4           | 3           | 4           | 9           |      |      |
| 퍼즐       |                      | 9           | 2           | 6           | 1           | 0           | 0           | 1           | 1           |      |      |
| 경주       |                      | 6           | 6           | 13          | 8           | 5           | 4           | 6           | 6           | 3.3  | 5.8  |
| 롤플레잉   | 18                   | 18          | 25          | 7           | 16          | 12          | 15          | 17          | 12          | 12.9 | 11.3 |
| 슈팅       |                      | 11          | 1           | 8           | 14          | 22          | 24          | 19          | 13          | 27.5 | 20.9 |
| 시뮬레이션 |                      | 6           | 7           | 5           | 0           | 4           | 4           | 0           | 2           |      |      |
| 스포츠     |                      | 9           | 19          | 17          | 16          | 12          | 13          | 15          | 13          | 11.7 | 11.1 |
| 전략       | 10                   | 7           | 8           | 3           | 1           | 0           | 0           | 2           | 1           | 4.3  | 3.7  |
| 기타       |                      | 4           | 7           | 7           | 12          | 7           | 8           | 9           | 8           | 4.1  | 4.6  |

지난 10년 동안 퍼즐 게임은 판매량 기준으로 감소했지만, 대부분의 게임이 부분 유료화인 모바일에서는 이 장르가 전 세계적으로 가장 인기 있는 장르로 남아 있다.

## 목록

### 게임 시스템의 분류
- 액션 게임
  - 격투 게임
  - 스텔스 게임
  - 슈팅 게임
  - 1인칭 슈팅 게임

- 컴퓨터 롤플레잉 게임
  - MORPG
  - MMORPG
  - 액션 롤플레잉 게임
- 퍼즐 게임
- 어드벤처 게임
  - 사운드 노벨
  - 비주얼 노벨
- 시뮬레이션 게임
- 음악 게임
- 스포츠 게임
  - 레이싱 게임
- 아케이드 게임
- PvP

### 작품 테마에 따른 분류
- 연애 시뮬레이션 게임
  - 오토메 게임
  - 미소녀 게임
- 성인 게임
- 온라인 게임
  - 소셜 게임
  - 캐주얼 게임
  - 브라우저 게임